# Nový židovský hřbitov v Údlicích
Nový židovský hřbitov v Údlicích se nachází na severovýchodním okraji obce Údlice, asi 400 metrů severně od obecního úřadu. Založen byl v roce 1864, a to nedlouho po uzavření starého židovského hřbitova. Rozkládá se na celkové ploše 2634 m2 a do dnešní doby se dochovalo jen asi 16 náhrobků a hromadný hrob s poničeným památníkem obětem holocaustu. Během druhé světové války a za minulého režimu byl hřbitov zdevastován. Část náhrobků ze hřbitova byla rozřezána a použita jako dlažební kostky v pražské ulici Na příkopě.
Na sklonku druhé světové války zde bylo pohřbeno 23 vězňů z pochodu smrti, který tudy procházel v noci ze 17. na 18. dubna 1945 a který směřoval pravděpodobně z Buchenwaldu přes Horu Sv. Šebestiána a mířil na Postoloprty. Po válce (12. května 1946) byla těla exhumována, totožnost žádné z obětí nebyla zjištěna.
Hřbitov, který z části ohrazuje porušená zeď, je volně přístupný.